# Acalypha australis
Espèce
Acalypha australis (la ricinelle australe) est une espèce de plantes à fleurs dicotylédones de la famille des Euphorbiaceae, originaire d'Asie orientale.
C'est une plante herbacée annuelle qui est souvent une mauvaise herbe des cultures.

## Description

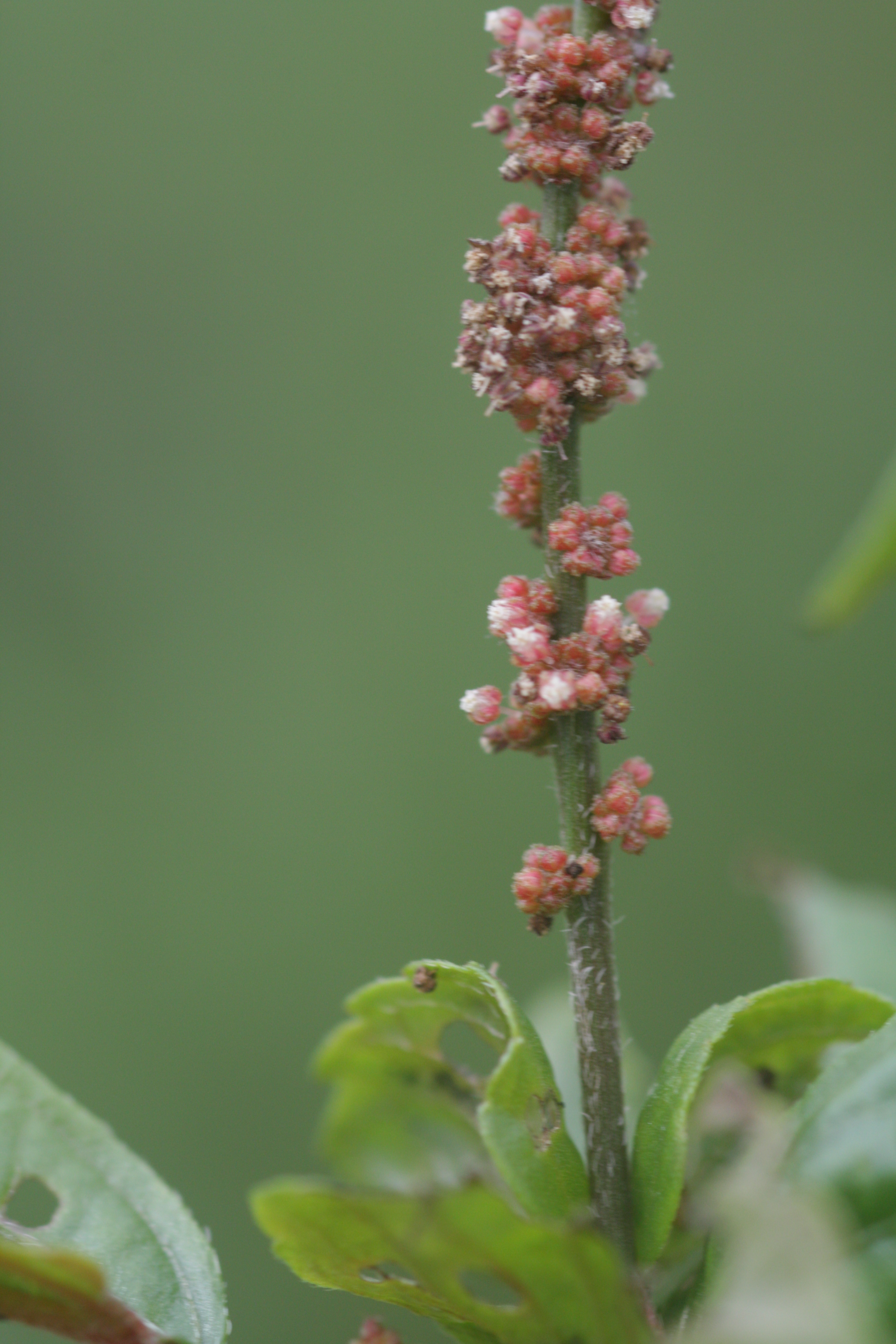
Inflorescence.

Acalypha australis est une plante herbacée annuelle, à la tige dressée, striée et fortement ramifiée, pouvant atteindre de 20 à 50 cm de haut.
Les feuilles, alternes, de 3 à 9 cm de long sur 1 à 5 cm de large, ont un limbe de forme oblongue à lancéolée aux bords finement serrés, et présentant trois nervures principales. Elles sont portées par un pétiole de 2 à 6 cm de long, et sont munies à la base de stipules lancéolées de 1,5 à 2 mm de long.
Les fleurs sont regroupées en épis axillaires (parfois terminaux), formant des inflorescences non ramifiées de 15 à 50 mm de long.
Chaque inflorescence, insérée en position axillaire de petites bractées lancéolées, compte de 1 à 3 fleurs femelles à la partie supérieure de l'inflorescence, et de 5 à 7 fleurs mâles à la partie inférieure. Les fleurs femelles ont trois minces sépales papyracés, contre quatre chez les fleurs mâles. La corolle est absente.
Les graines lisses, de forme subovoïde et de couleur brun clair, mesurent de 1,5 à 2 mm de long. Le poids de 1000 graines est de 2 g seulement,.
La floraison intervient d'avril à décembre (dans l'hémisphère nord).

## Distribution et habitat
L'aire de répartition originelle d'Acalypha australis comprend toute la Chine, à l'exception des provinces de Mongolie-Intérieure et du Xinjiang, ainsi que des régions du Japon, de Corée, du Laos, des Philippines, de Russie orientale et du Viêt Nam.
L'espèce a été introduite, depuis 2010, dans le Nord de l'Australie (du Queensland au Victoria) et dans l'Est de l'Inde,.
L'espèce a également été introduite dans diverses autres régions d'Eurasie, notamment dans la région du Caucase, en Arménie, en Turquie, en Ukraine et en Italie.
Dans le continent américain, elle n'a été signalée que dans l'État de New York, depuis 1990, mais ne semble pas s'être implantée ailleurs,,.
Dans son aire originelle, Acalypha australis croît dans les prairies et les terres cultivées à des altitudes comprises entre 100 et 1 200 m (exceptionnellement jusqu'à 1 900 m).

## Taxinomie

### Étymologie
Le nom générique, Acalypha, dérive du grec ancien akalephes (« ortie »), en référence à ses feuilles qui ressemblent à celles de l'ortie.
L'épithète spécifique, australis, est un terme latin qui signifie « austral ».

### Synonymes
Selon Catalogue of Life (14 mai 2016) : 	
- Acalypha australis f. glareosa (Rupr.) H.Hara,
- Acalypha australis var. glareosa (Rupr.) Nakai,
- Acalypha australis f. lanceolata (Hayata) Hurus.,
- Acalypha australis var. lanceolata Hayata,
- Acalypha australis f. velutina (Honda) Ohwi,
- Acalypha australis var. velutina Honda,
- Acalypha chinensis Roxb.,
- Acalypha gemina (Lour.) Spreng.,
- Acalypha gemina var. genuina Müll.Arg., nom. inval.,
- Acalypha gemina var. lanceolata Hayata,
- Acalypha indica var. minima (H.Keng) S.F.Huang & T.C.Huang,
- Acalypha lanceolata Benth., nom. nud.,
- Acalypha minima H.Keng,
- Acalypha pauciflora Hornem.,
- Acalypha pauciflora var. glareosa Rupr.,
- Acalypha sessilis Poir.,
- Acalypha virgata Thunb.,
- Meterana dimidiata Raf.,
- Ricinocarpus australis (L.) Kuntze.

### Liste des variétés
Selon Tropicos (14 mai 2016) (Attention liste brute contenant possiblement des synonymes) :
- variété Acalypha australis var. glareosa (Rupr.) Nakai
- variété Acalypha australis var. lanceolata Hayata
- variété Acalypha australis var. velutina Honda

## Propriétés
Lors d'une étude chinoise de 2008, onze composés chimiques ont été extraits des parties aériennes d'Acalypha australis. Il s'agit notamment de l'émodine, du loliolide, du 2,6-diméthoxy-1,4-benzoquinone, de l'acide succinique et de la brévifoline.

## Plante médicinale
Selon Prosea (Plant ressources of South-East Asia, Ressources végétales d'Asie du Sud-Est), la plante entière serait utilisée en Asie du Sud-Est pour soigner la dysenterie, la diarrhée, les écrouelles, la dermatite, les saignements de nez, l'hémoptysie, ainsi que pour arrêter la toux et guérir les pieds enflés.
Les feuilles seraient utilisées en cataplasmes contre les morsures de serpent,.